# 3-Pentanol

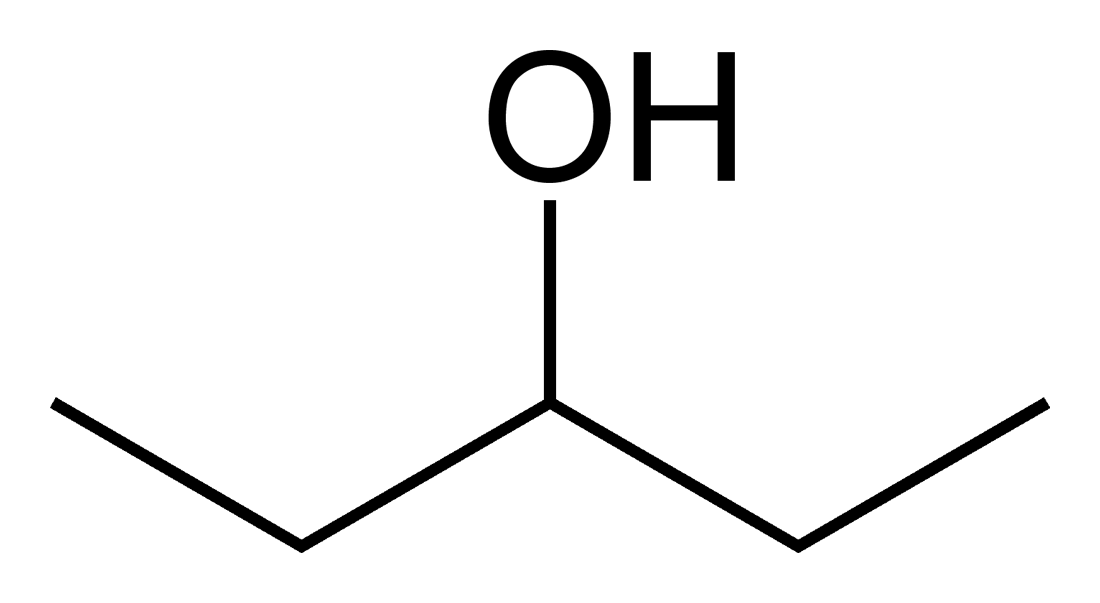
Esqueleto de la fórmula de pentan-3-ol.

3-Pentanol (o pentan-3-ol, o dietil carbinol) es un alcohol con cinco átomos de carbono y fórmula molecular C5H12O. Es un líquido incoloro de olor característico. Hay otros 7 isómeros estructurales de pentanol (ver alcohol amílico).
En contacto con la piel o los ojos, produce irritaciones. También tiene efectos secundarios al ser inhalado o ingerido. Reacciona con oxidantes fuertes.
Algunos de sus derivados son: 2,4-dimetil-3-pentanol, 3-metil-3-pentanol y 3-fenil-3-pentanol.